# Czy drzewo upada bezgłośnie?
Czy drzewo upada bezgłośnie? (kor. 아무도 없는 숲속에서) – południowokoreański serial kryminalny z 2024 roku, napisany przez Son Ho-younga, wyreżyserowany przez Mo Wan-ila i z udziałem Kim Yoon-seoka, Yoon Kye-sang, Go Min-si i Lee Jung-eun. Serial przedstawia, jak podejrzana osoba zakłóca normalne życie zwykłych ludzi w środku lata. Premiera odbyła się na platformie Netflix 23 sierpnia 2024 roku.

## Fabuła
Czy drzewo upada bezgłośnie? opowiada historię Gu Sang-juna, który prowadzi motel na wsi latem 2000 roku, oraz Jeon Young-ha, która samotnie zarządza pensjonatem w lesie latem 2021 roku. Oboje stają w obliczu podobnych, nieoczekiwanych wydarzeń.

## Obsada

### Główna
- Kim Yoon-seok jako Jeon Young-ha[2]
- Yoon Kye-sang jako Gu Sang-jun[2]
- Go Min-si jako Yoo Seong-a[2]
- Lee Jung-eun jako Yoon Bo-min[2]
  - Ha Yoon-kyung jako młoda Yoon Bo-min[3]

### Drugoplanowa
- Park Ji-hwan jako Jong-du[4]
- Chanyeol jako Koo Gi-ho[5]

## Lista odcinków
| Nr | # | Tytuł                                             | Tytuł polski                                   | Reżyseria | Scenariusz   | Premiera         |
| -- | - | ------------------------------------------------- | ---------------------------------------------- | --------- | ------------ | ---------------- |
| 1  | 1 | Do You Know What They Call People Like Us?        | Wiesz, jak nazywają ludzi takich jak my?       | Mo Wan-il | Son Ho-young | 23 sierpnia 2024 |
| 2  | 2 | Who Will Come Knocking on the Door of My Destiny? | Kto zapuka do wrót przeznaczenia?              | Mo Wan-il | Son Ho-young | 23 sierpnia 2024 |
| 3  | 3 | Who Will Come Knocking on the Door of My Destiny? | Jakbyś przez cały ten czas myślał tylko o mnie | Mo Wan-il | Son Ho-young | 23 sierpnia 2024 |
| 4  | 4 | I Think She Killed a Child                        | Myślę, że to ona zabiła to dziecko             | Mo Wan-il | Son Ho-young | 23 sierpnia 2024 |
| 5  | 5 | I'm Just "It" in This Game of Tag                 | W tej zabawie odgrywam tylko rolę łowcy        | Mo Wan-il | Son Ho-young | 23 sierpnia 2024 |
| 6  | 6 | Dad Will Come Get You                             | Tatuś szybko to załatwi i po ciebie przyjdzie  | Mo Wan-il | Son Ho-young | 23 sierpnia 2024 |
| 7  | 7 | We'll See the End Together                        | Wtedy dokładnie się temu przyjrzymy            | Mo Wan-il | Son Ho-young | 23 sierpnia 2024 |
| 8  | 8 | We'll Have a Lot To Talk About                    | W takim razie będziemy mieć wiele do omówienia | Mo Wan-il | Son Ho-young | 23 sierpnia 2024 |

## Produkcja

### Rozwój projektu
Serial, który składa się z ośmiu odcinków, jest efektem współpracy scenarzysty Son Ho-younga, który zdobył New Writers Playwriting Contest w kategorii Serial podczas Konkursu na Nowe Scenariusze JTBC w 2021 roku, oraz reżysera Mo Wan-ila, który wyreżyserował filmy Misty (2018) i The World of the Married (2020). Współprodukowany przez SLL i Studio Flow, serial jest dostępny na Netflix w ponad 190 krajach.

## Premiera
Netflix potwierdził, że Czy drzewo upada bezgłośnie? zostanie wydany w trzecim kwartale 2024 roku, po ogłoszeniu rocznego zestawienia koreańskich filmów i seriali 6 lutego 2024 roku.
Serial został wydany 23 sierpnia 2024 roku.